# Corrà (cognome)
Corrà è un cognome di lingua sarda.

## Varianti
Accorà, Accorrà.

## Origine e diffusione
Il cognome è tipicamente sardo.
Potrebbe derivare dal toponimo Currà.
In Italia conta circa 698 presenze.

## Persone
- Bruna Corrà – attrice italiana
- Bruno Corra – scrittore e sceneggiatore italiano
- Giuseppe Corrà – avvocato e alpinista italiano
- Sennen Corrà – vescovo cattolico italiano
- Teodoro Corrà – attore, sceneggiatore e produttore cinematografico italiano